# La Coka Nostra
La Coka Nostra – amerykański zespół hip-hopowy założony w 2006 roku. W 2008 roku grupa podpisała kontrakt z Suburban Noize Records, a 14 lipca 2009 roku wydała swój debiutancki album A Brand You Can Trust.

## Dyskografia

### Albumy i EP
- 2009 - 100% Pure Coka (Digital EP)
- 2009 - A Brand You Can Trust
- 2012 - Masters of the Dark Arts
- 2016 - To Thine Own Self Be True

### Mixtape
- 2009 – The Audacity of Coke
- 2012 – The Maple Leaf Massacre

### Występy gościnne
- 2006 – "Fuck Tony Montana" (DJ Mek Remix) gościnnie Big Left
- 2006 – "Get Outta My Way" (DJ Mek Remix) gościnnie B-Real z Cypress Hill & Sick Jacken z Psycho Realm
- 2006 – "This Is War" gościnnie Big Left "Ill Bill: Ill Bill Is The Future Vol. 2"
- 2006 – "It's A Beautiful Thing" "Ill Bill: Ill Bill Is The Future Vol. 2"
- 2007 – "Where Hope Goes To Die" "Ill Bill: Black Metal"
- 2007 – "Soldiers Of Fortune" (produkcja: Sicknature) "Ill Bill: Black Metal"
- 2007 – "Get Outta My Way" gościnnie Big Left * "Ill Bill: Black Metal"
- 2009 – "Do It" (produkcja: DJ Solo) "Soul Assassins: Intermission"
- 2010 – "Skull & Guns" gościnnie Everlast *Ill Bill & DJ Muggs: "Kill Devil Hills"